# Toyohara Chikanobu
Toyohara Chikanobu (豊原周延), född 1838, död 1912, mer känd under sin samtid som Yōshū Chikanobu (楊洲周延), var en japansk målare och konstnär. Han är främst känd för sina avbildningar av samhällslivet under Meijirestaurationen.